# Петар Бојовић
Петар Бојовић (Мишевићи код Нове Вароши, 4/16. јул 1858 — Београд, 19. јануар 1945) био је српски и југословенски војвода.
Учесник је српско-турских ратова током којих је био у штабу Врховне команде, а по завршетку ратова постао је водник батерије у Београду. После српско-бугарског рата постао је водник коњице, а затим је 1891. положио испит и добио чин капетана. Истовремено је постављен за вршиоца дужности начелника Штаба Моравске дивизије у Нишу, где је остао пет година. Мењао је неколико дужности све до избијања Балканских ратова 1912. године, када је био командант Коњичке дивизије.
У Првом балканском рату Бојовић је био начелник Штаба Прве армије од октобра 1912. године. Истакао се током Кумановске и Битољске битке, после којих је добио чин генерала. По окончању Првог балканског рата, на његов предлог, а уз подршку војводе Путника, склопљен је савез са Грчком, као противтежа опасности која је тада долазила од Бугарске. У Другом балканском рату био је начелник Штаба Прве армије која је однела победу у бици на Брегалници, а после рата био је командант трупа Нових области на Косову и Македонији.
У Првом светском рату је био командант Прве армије. Учествовао је у завршним операцијама Церске битке, а по ослобађању Шапца, са овом јединицом форсирао је, почетком септембра, Саву и продро у Срем. Бива рањен у глежањ 21. августа 1914. године на Јевремовачкој коси, па је смењен са места команданта. Од новембра 1914. до новембра 1915. године генерал Бојовић је био на располагању, када је због Тројне офанзиве, опет реактивиран. Опет је постао командант трупа Нових области и успео је да пружи отпор непријатељу, док се српска војска повлачила ка Косову. Када је донета одлука да се трупе повлаче ка Албанији, Бојовић је тада (децембар 1915) постављен за начелника Врховне команде. Поднео је оставку начелника Врховне команде 19. јуна 1918. године, због неслагања око проширења Солунског фронта. Затим је опет постављен за команданта Прве армије, којом је командовао и у бици код Доброг поља. Због ратних заслуга 13. септембра 1918. добио је чин војводе (фелдмаршала).
После рата постао је командант Прве армијске области и на тој функцији је остао до децембра 1920. године. Именован је начелником Главног генералштаба војске Краљевине СХС у јануару 1921. године. Децембра исте године стављен на располагање, а убрзо и пензионисан. Враћен је у службу 1941. и постављен за Врховног инспектора целокупне војне силе Југославије. Током Априлског рата именован је по уставу, услед малолетности краља Петра II, за помоћника врховног команданта краљевске југословенске војске да би после капитулације војске сам себи одредио кућни притвор у коме је био све до краја рата. Преминуо је у дубокој старости.
Одликован је Орденом Југословенске круне првог реда (1930. године), Орденом Карађорђеве звезде првог реда (1933. године) и француским Орденом Легије части (1936. године). Носилац је многобројних највиших српских и савезничких одликовања. Уврштен је у ред највећих војсковођа Првог светског рата и српске ратне историје.

## Рано детињство и школовање (1858—1876)
Петар Бојовић рођен је 4/16. јула 1858. године од оца Перута Бојовића и мајке Раде (рођене Ајдачић) у селу Мишевићи код Нове Вароши. Његов отац се као дечак са својим родитељима, доселио из села Васојевића код Андријевице, где и данас постоји село Бојовића и населио се у село Мишевићи у сјеничкој нахији. Саво Бојовић, старији Перутин брат, у првој половини 19. векa био је кнез сјеничке нахије. Бојовићеви родитељи су имали шесторо деце, пет синова (Илију, Јована, Јеврема, Луку и њега који је био најмлађи брат) и најмлађе дете кћерку Милену. Ова земљорадничка породица је живела крајње скромно. Као деветогодишњи дечак прешао је са својим родитељима и браћом 24. априла 1867. године из Старе Србије, која је тад била у саставу Османског царства, преко Јавора у село Радаљево код Ивањице. Овај период војвода је у својој краткој биографији описао:
Слободан, али без имовине уз скромну платицу у среском начелству у Ивањици, живео је Перута са породицом и злопатио се.
Основну школу је завршио у Ивањици а први разред гимназије у Ужицу. Пошто није имао средстава за даље школовање, Петар је поднео молбу Министарству просвете, да му се као избеглици, додели стипендија. Министар просвете Стојан Новаковић, одбио је молбу 19. марта 1871. године. На полеђини молбе, написао је „ад акта“. По пресељењу у Београд, живео је код потпуковника Косте Јанковића, ађутанта кнеза Михаила, који га је примио у свој дом и за малу помоћ у кућним пословима, дао му стан, храну и џепарац њему и његовом старијем брату Луки. Петар и Лука наставили су школовање у гимназији и други, трећи, четврти и пети разред завршили са одличним успесима. По завршетку школовања заједно са својим братом ступио је у Артиљеријску школу 6. октобра 1875. године као припадник 12. класе, без полагања пријемног испита као 1. у рангу. Током школовања упознао је припаднике 11. класе Степу Степановића и Живојина Мишића. То је био први сусрет будућих истакнутих војсковођа. Дана 4. мајa 1876. Петар Бојовић је заједно са свим питомцима добио чин каплара, а већ 1. јуна исте године, после избијања Српског-турског рата, цела класа је добила поднареднички чин и упућена је на фронт. Тада му је прекинуто школовање.

## Српско-турски ратови и активна служба (1876—1885)
У Првом српско-турском рату 1876, као питомац Војне академије, био је писар у интендатури у Параћину. Потом је био ордонанс за везе при Врховној команди. Служио је за одржавање веза са Штабом Моравске војске и руским генералом Михаилом Черњајевим. Након завршетка првог рата добио је прво одликовање — Споменицу руско-турског рата 1877-1878. коју му је доделио руски цар Александар II Николајевич. У овом рату учествовала су и његова три брата. Лука је био у артиљерији. Старији брат Јеврем, који је прекинуо школовање на Духовној академији у Москви, био је у интендантури Четвртог корпуса код пуковника Хаматавића у Бољевцу. Најстарији Јован био је на Јавору као обичан борац, где је рањен и остао инвалид.
Пред почетак Другог српско-турског рата од 1877. до 1878. године је унапређен у чин наредника и распоређен је на дужност у батерију Дринске артиљеријске бригаде. У току гоњења непријатеља према Преполцу командовао је артиљеријском ватром са брда Умац, која је тукла турске јединице у селу Плана. Сви питомци XII класе су после закључења мира одликовани ратном споменицом и у јесен 1878. године наставили школовање у Артиљеријској школи.
У току следеће године наредник Петар Бојовић је провео неколико месеци на практичној обуци у пешадијским и инжењеријским јединицама београдског гарнизона. Учешће у ратовима му је донело први официрски чин, пре завршетка школовања. У чин артиљеријског потпоручника произведен је 21. јула 1880. године. Када је следеће 1881. године завршена настава на накнадном курсу и сведени сви резултати, њему је припало прво, а његовом брату Луки четврто место у рангу међу официрима 12. класе Војне академије од деветнаест питомаца. Изузетне резултате у школовању поткрепио је и у стручној литератури. Превео је дела „Посматрање о железницама“ и „Вођ патроле“, немачког војног писца Јохана Рајценштајна, објављене у часопису „Ратник“, које је потписао као питомац војне академије.
Прве године напорне водничке службе нису га одвојиле од рада на стручном усавршавању и војној књижевности. Од инжењеријског пуковника Косте Радисављевића кроз наставу из предмета „Војне комуникације и логорне грађевине“ добио је прва обавештења о радовима белгијског генерала Анри Бријалмона. Државна штампарија у Београду је 1883. године објавила обимно дело „Бојна тактика пешадије, коњице и артиљерије“. Исте године је са својим професором, капетаном Војом Кончаром, штампао превод Бријалмонове књиге „Утврђивање држава и утврђени логори“.
По завршетку школовања, првим распоредом му је додељено место водника Прве батерије првог артиљеријског пука у Београду. У чин коњичког поручника унапређен је 24. децембра 1883. године. године и преведен у коњицу. Приликом посете аустријског престолонаследника Рудолфа Београду, као водник гардијског ескадрона одликован је Орденом Фрање Јосипа V реда. Систематски је радио на упознавању коњице, упоредо је проучавао и страну литературу, пошто је познавао „прилично немачки“, a служио се и француским језиком. У јесен 1885. године са инжењеријским пуковником Стеваном Здравковићем одређен је да присуствује великим маневрима Трећег француског корпуса, а недуго затим је распоређен за водника Гардијског батаљона.

## Српско-бугарски рат (1885)
У српско-бугарском рату 1885. био је на дужности водника у Другом ескадрону другог коњичког пука. Коњичка бригада је, непосредно по формирању, упућена на границу са задатком да обезбеђује концентрацију војске у рејону Пирота. Уочи отпочињања ратних дејстава Други ескадрон је упућен у састав Шумадијске дивизије. Учествовао је у борбама на Врапчи, Плочи, Сливници (у рејону Алдомироваца), Драгоманском теснацу, Нешковом вису и Пироту. Од децембра 1885. до фебруара 1886. био је вршилац дужности начелника Штаба Шумадијске дивизије. По завршетку рата, 1. марта 1886. враћен је поново у Гардијску бригаду. За заслуге стечене у борби пред непријатељем одликован је Споменицом за српско-бугарски рат 1885—86. године и Златном медаљом за храброст 10. марта исте године. У овом рату поручник Бојовић је уочио многе моменте који су допринели да рат буде изгубљен. Био је на таквим положајима да је могао оценити које су особине и каква знања потребна официру, командиру јединице и официру у штабу, па је у потоње ратове ушао са великим ратним искуством.

## Период примирја и напредовање (1886—1900)
По окончању непријатељства као водни официр краљеве гарде вредно је учио и започео припрему за генералштабну струку. За капетански испит пријавио се у лето 1886, а крајем те године, у новембру је решењем министра војног прекомандован је на службу у Главни генералштаб. Јануара 1887. постављен је за водника коњице сталног кадра. Заједно са поручником Степаном Степановићем провео је годину дана на непосредном усавршавању и практичном раду. У лето те године, као топомер, премеравао је секције Уба и Каменице због израде генералштабне карте Краљевине Србије. На крају године добио је оцену са препоруком: На служби приљежан, издржив, постојан, поуздан. У радовима топомерским врло добар. Ради на своме усавршавању за ђенералштабну струку.
Крај 1887. и почетак 1888. године Бојовић је провео у Француској, у коњици, ради упознавања овог рода војске и учења језика. У том периоду унапређен је у чин коњичког капетана II класе 22. фебруара 1888. године. По повратку у Србију враћен је на припрему у Главни генералштаб. На крају године пуковник Јован Мишковић је забележио оцену: Подједнако употребљив за трупну и канцеларијску службу. Ради на књижевности добро. Почетком октобра 1889. откомандован је у Главни ђенералштаб ради спреме за ту струку, а следећег месеца, 24. новембра постављен за ађутанта начелника Главног ђенералштаба. На основу резултата у току двогодишње припреме и на командантском путовању, преведен је у генералштабну струку 27. јула 1890. године, а 4. октобра исте године постављен за командира 1. ескадрона 3. коњичког пука. Био је спреман да прихвати место конзула у Пљевљима, али замисао о преласку у дипломатску службу није се остварила. У том периоду одликован је грчким Орденом Светог Спаситеља IV реда 1890. и данским Орденом Данеборг IV реда 1891. године. За време службовања у Београду био је члан одбора Официрске касине и читаонице.
По положеном испиту за капетански чин, 13. јуна 1891. године и пре него што је изашао указ о унапређењу постављен је за вршиоца дужности начелника Штаба Моравске дивизије у Нишу. Ту је остао на служби пет година. У чин генералштабног капетана I класе унапређен је 30. августа исте године. У међувремену је положио испит за генералштабног мајора јуна 1893. пред комисијом којом је председавао пуковник Радомир Путник, да би већ 2. августа био унапређен у чин генералштабног мајора. У годишњој оцени команданта дивизије начелник Главног генералштаба, пуковник Јован Мишковић дописује напомену да је потребно да командује батаљоном. Јануара 1894. године утврђен је на дужности начелника штаба. Непосредно по завршеним маневрима, септембра 1894, премештен је за команданта 4. гардијског батаљона у Крагујевац и на тој дужности остао је две године. У јесен 1896. премештен је за начелника Штаба Тимочке дивизијске области. На овој дужности је провео шест месеци, да би у пролеће следеће године био одређен за вршиоца дужности шефа мобилизацијског одсека Операцијског одељења Главног ђенералштаба. Ту се први пут сусрео с крупним проблемима организовања српске војске.

У дискусијама о пешадијским егзерцирним правилима вођеним у то време Бојовић се залагао за начело да подједнаку вредност треба давати и удару ножем, бајонетом, бар за нас Србе. Оставши усамљен у дискусији и својим жељама о будућој српској војсци, он је своје мишљење изнео пред официрски кор у часопису „Ратник“: Тврдо сам уверен да ће само онај да односи победе који своју одлучност носи на врховима својих бајонета и аргументовано оспоравао постојећа решења и нека поглавља из нешто раније објављеног прилога Павла Јуришића-Штурма. Пошто је објављен последњи наставак, у септембру 1897. године изашао је указ којим је мајор Бојовић преведен по молби у пешадију.
У исто време унапређен у чин пешадијског потпуковника 21. септембра 1897. године и постављен, најпре за вршиоца дужности команданта 15. пешадијског пука, да би марта 1898. године био утврђен на овој функцији. У јуну исте године премештен је у Зајечар за команданта 12. пука. У току лета је „као заступник команданта бригаде вршио преглед над батаљонском школом V гардијског и XIV пешадијског пука“. Приликом прегледа рада пуковске школе командант Тимочке дивизијске области, генерал Илија Ђукнић, затекао је задовољавајуће стање у 12. пуку, пошто су официри похвално заложили своју способност, снагу и вољу у извођењу обуке, а у егзерцирним правилима командант пука схватао задатке и примењивао борбене поретке. Тада је оцењен као: Спреман и образован официр. Има тактичке подобности. Има иницијативу у раду и ову код млађих развија. Има добар такт у командовању и ужива у команди љубав и добар глас. Ради на развијању моралних особина. Потпуно спреман за команданта пука. За време службовања у Зајечару био је повереник Српске књижевне задруге. Управа га је на годишњој скупштини 12. маја 1900. године прогласила за добротвора пошто је за две године нашао преко 300 чланова и купаца.
У августу исте године постављен је за команданта 11. пешадијског пука Краљице Наталија. На крају трогодишњег периода забележено је да је пуком командовао на задовољство и да потпуно заслужује положај бригадног команданта.“ Као командант пука два пута је одликован: Орденом Белог орла V реда у знак „краљевског благовољења“ 1899. и Орденом Таковског крста III реда на предлог министра војног 1900. године, a за усрдно помагање просветне тежње Српске књижевне задруге одликован је Орденом Светог Саве III реда.

## Активна војска и војни писац (1900—1903)
По свом образовању и преданости служби Петар Бојовић је био веома цењен официр, па је септембра 1900. године добио нов распоред. Постављен је за помоћника начелника Штаба Команде активне војске, где је остао до маја 1901. На овом месту био је члан комисије која је израдила Привремена пешадијска егзерцирна правила. Пуковник Божидар Јанковић је сматрао да ће због савремене стручне спреме бити као ранији ђенералштабни официр корисно употребљив и за ђенералштабне послове те је на његов предлог, почетком 1901. године, враћен у генералштабну струку. У чин генералштабног пуковника унапређен је 6. маја 1901. године и постављен за команданта Моравске пешадијске бригаде у Нишу. После првог сусрета са њим, пуковник Лазар Чизмић је забележио: Још је млад бригадир, а има услова да буде у своје време добар командант дивизије.
Од 15. до 21. јула 1902. године учествовао је на командантском путовању ради решавања тактичких задатака на правцу Ниш-Лесковац-долина Ветернице-долина Лепенице-Владичин Хан, под руководством Божидара Јанковића. На крају путовања командант Моравске дивизијске области оценио је да пуковник г. Петар Бојовић ради са потпуним познавањем свеколиких чињеница, довољно брзо и са довољно самопоуздања. Он је и раније више пута у оваквим путовањима учествовао, а имао је прилика да и сам вежба у том како потчињене му команданте, тако и приправнике за ђенералштабну струку те се корисно као самостални руковалац ових радова употребити може. У јесен 1902. године, на маневрима Моравске и Тимочке дивизије, командовао је пешадијском бригадом. За показане резултате на дужности помоћника начелника Команде активне војске и успешно командовање бригадом одликован је Орденом Белог орла IV реда 1902. У његову годишњу оцену пуковник Светозар Нешић унео је следећа запажања: Стручне спреме темељне. Способан за све послове ђенералштабног официра. Поуздан командант пешадијске бригаде.
Као командант пешадијске бригаде пуковник Бојовић се вратио раду на војној литератури са жељом да искуства стечена наизменичном службом у трупи и штабовима, као и присуством у испитним комисијама и учествовањем у ђенералштабним путовањима пренесе младим официрима. После прилога План за битку, стратегијске студије по генералу Левалу, објављеног у „Ратник“, он је крајем фебруара 1902. године предао нишком штампару Ђорђу Мунцу рукопис Метода за решавање тактичких задатака у границама сдружених одреда. Приручник, намењен у првом реду трупним официрима, настао је по узору на популарно дело Упут за тактичку обуку потпуковника Грипенкерла, управника немачке Ратне школе. У књизи су обрађени тактички задаци постављени на земљишту у околини Ниша, по угледу на испитна питања комисија и генералштабних путовања, где се од кандидата очекивало да примени начела тактике, ратне и делом генералштабне службе и усклади дејства појединих родова оружја. За време службовања у Нишу објавио је још три књиге: Шта имамо и можемо да очекујемо од егзерцирних правила уопште, а шта од пешадијских посебице, делимичан превод књиге бугарског пуковника Стојана Тошева, За књаза и отаџбину 1903. и Упут за обуку регрута у ратној служби 1904. године, када је већ командовао дивизијом.

## Промене на престолу и успон (1903—1912)
Мајски преврат 1903. године Ниш је примио као тужну вест и дубоким ћутањем се опирао да поздрави смену династија. Приклањање прве групе официра нишког гарнизона завереницима изазвало је раскол и низ мучних догађаја. Пуковник Бојовић је у првом тренутку био поштеђен премештајем у Београд, у јуну 1903. године, када је постављен за начелника Операцијског одељења Главног генералштаба. Већ септембра 1903. премештен је за начелника Општевојног одељења Министарства војног, где је по дужности уређивао Службени војни лист. Био је члан комисије за измене и допуне „Закона о устројству војног министарства“ и одређен је да по потреби учествује са генералом Радомиром Путником, пуковницима Александром Машином и Живојином Мишићем у комисији за рад на „Закону о устројству војске и формацију“. Са ове дужности, децембра 1903. године постављен је за команданта Моравске дивизијске области. Као дивизијски командант присуствовао је маневрима 7. и 8. корпуса француске војске у септембру 1904. године. У току ове године одликован је Орденом Карађорђеве звезде III реда, бугарским Орденом за војне заслуге II реда и француским Орденом Легије части IV реда.
После годину дана проведених у Нишу, у јануару 1905. године постављен је за помоћника начелника Главног генералштаба.
На великим јесењим маневрима од 6. до 10. октобра 1905. године учествовао је као начелник штаба. Команданти маневарских страна били су генералштабни пуковник Степан Степановић и пешадијски пуковник Михаило Живковић. Већ на почетку рада саопштавање претпоставке и задатка за маневарски рад оставило је „тежак утисак“ и истакло неприродност, нелогичност и неодређеност у овом најважнијем раду руководиоца маневра, генералштабног пуковника Александра Машина, који је јачој Шумадијској дивизији одредио дефанзивну улогу. Критички приказ маневра, објављен у листу „Војска“, садржи детаљну анализу рада са трупама на терену и оспорава исправност издавања нових претпоставки 8. и 10. октобра, које су прекинуле природан ток вежбе и успешнију Тимочку дивизију вратиле у оквире маневарског плана. Пошто је у целом том послу имао извесног свог удела, Бојовић је прихватио одговорност са пуковником Машином за њихово издавање и записао да се „као начелник руковаочева штаба потпуно слагао са оваквим начином прекида маневра и са оваквом новом претпоставком“, која је била у корист Шумадијске дивизије.
Од маја 1906. вршио је дужност начелника Главног генералштаба, пошто је генерал Радомир Путник поново постао министар војни. Пуне две године они су руководили целокупним животом српске војске, избором и набавком оружја и ратне опреме, разрадом планова за мобилизацију и концентрацију војске. Учествовао је у раду одбора, који је 15. октобра усвојио ликовно решење Михаила Валтровића за нове пуковске заставе. Био је председник комисије која је на терену пројектовала и обележила начин утврђивања северне границе Србије, пошто су односи са Аустро-Угарском постајали све затегнутији. Његов рад на војно-стручној литератури завршио се књигом „Васпитање војника“ и последњим прилогом објављеним у часопису „Ратник“ 1908. године. Биран је за члана и председника Управног одбора Официрске задруге у Београду. У априлу 1908. године поново се вратио у Ниш. Као командант Моравске дивизијске области одликован је Орденом Белог орла III реда. Од марта 1909. године, па све до избијања Првог балканског рата, био је командант Коњичке дивизије коју је потпуно припремио за предстојеће догађаје.

## Први балкански рат (1912—1913)
У Првом балканском рату за начелника Штаба Прве армије постављен је 17. октобра 1912. године пуковник Бојовић. Иако је формацијски био начелник Штаба армије чији је командант био престолонаследник Александар, на Бојовићу је била највећа одговорност јер је по указу он у ствари командовао армијом. Престолонаследник као формални командант је присуствовао доношењу свих најзначајнијих одлука и био уз Бојовића на многим осматрачницама током операција, обилазио је прве борбене редове и имао одређене заслуге за резултат операција Прве армије, али главни креатор српских победа на правцу дејства војске припадају Бојовићу. Из овога се може видети да је Бојовић, био у ствари војни учитељ будућем краљу. Према Врховној команди, Прва армија је сачињавала пет пешадијских и једну коњичку дивизију. Штаб армије је концентрисан у околини Врања а задатак јој је био да наступа долином Јужне Мораве па да после избијања на кумановску висију сачека да јој се приближе крилне армије а затим да нападне непријатеља са фронта.
Турска војска је имала тачне податке о груписању Прве Српске армије. Зато су Турци у ноћи између 22. и 23. октобра, правилно поставили своје армије у положај за предстојећу битку. Међутим Бојовић је овај маневар осујетио правовременим реаговањем и померањем појединих јединица. У току битке многи ратници и писци тог доба сматрали су да штаб Прве армије није имао представу о озбиљности догађаја на фронту. То није било тачно јер се генерал Бојовић налазио тамо где је најкритичније и најодсудније. Његов противник Зеки-паша је 24. октобра сматрао да се ситуација повољно развија за Турке, али му је Бојовић припремао тотално изненађење са преласком своје армије у тоталну офанзиву. Након победе српске војске у Кумановској бици, Прва армија је тријумфално умарширала у Скопље, што је изазвало опште одушевљење међу тамошњим становништвом јер је после толико времена средњовековна српска престоница била коначно ослобођена од турске власти. Након ове битке, био је унапређен Великим војним указом у чин генерала. Највише губитака током ове офанзиве у Првој армији имала је Дунавска, а највеће успехе Дринска дивизија. Тако је Петар Бојовић, формални начелник Штаба Прве армије, са овлашћењима командујућег решио једну од најзначајнијих битака у српској историји. Турске армије су се повлачиле у расулу и у том повлачењу после Битољске битке ослобођени су сви јужни крајеви Републике Македоније.
Крајем 1912. и почетком 1913. (новембар—март) био је као војни стручњак члан делегације која је учествовала у мировним преговорима са Османским царством, одржаним у Лондону. По завршетку овог посла постављен је за команданта Приморског корпуса у Албанији. У сарадњи са црногорском Врховном командом извршио је све припреме за напад на Скадар. Међутим, када је дошло до непосредног извршења задатка, томе су се супротставиле велике силе и акција је била обустављена. После повратка у Србију, априла 1913. године, поново му је било додељено место начелника Штаба Прве армије. По његовом предлогу, а уз подршку војводе Путника, склопљен је савез са Грчком, као противтежа опасности која је тада долазила од Бугарске. За ратне заслуге одликован је Орденом Карађорђеве звезде са мачевима IV реда.

## Други балкански рат (1913)
Без објаве рата, бугарске снаге су 29. јуна 1913. године започеле Други балкански рат. Бојовић је поново био начелник Штаба Прве армије и у том периоду је заступао команданта престолонаследника Александра, који се налазио у Београду и већ следећег дана је стигао на фронт. Генерал Петар Бојовић, по директиви Врховне команде је издао заповест да четири пешадијске и једна коњичка дивизија предузму напад на фронту Дренак-Ретке буке, протерају непријатеља преко Злетовске реке у правцу Кочана и Ћустендила. У судару на целој линији фронта, трупе Прве армије су потпуно избациле из строја две бугарске дивизије и натерале их у панично повлачење. Успех Прве армије другог дана битке је однета победа у бици на Брегалници. После ове битке пробијени су бугарски положаји код Рајчамског рида и они су протерани преко Злетовске реке.
По окончању овог рата постављен је за команданта трупа Нових области (на Косову и Македонији) уместо генерала Дамјана Поповића. Разлог за ову промену је био Драгутин Димитријевић Апис, вођа Црне руке, који се мешао у политичке ствари, и по његовом предлогу је смењен генерал Поповић, а постављен Бојовић. Истовремено, од августа 1913. је постављен и за начелника Штаба Главне инспекције, а уместо генерала Павла Јуришића Штурма, постао краљев ађутант. Црнорукци су имали највећи војни и политички утицај у Македонији и на Косову. Неки су имали намеру да ове новоформиране области издвоје аутономијом из Краљевине Србије са гувернером на челу. Након овог сазнања одржан је састанак Штаба Врховне команде, на коме се расправљало о војно-политичкој ситуацији у новим областима. Осим опширне расправе и закључка, Бојовић је поновио став који је изнео у извештају министру војном месец дана раније. Он се односио на сукоб владе и црнорукаца, чији су се чланови и симпатизери налазили у гарнизонима ових простора. Тада је затражио да се укине уредба о приоритету и тиме је јасно ставио до знања да војска треба да служи само краљу и држави а не политичким странкама. Никола Пашић је ову ствар смирио одредивши посебну комисију која је имала задатак да припреми закон о односима између грађанских и војних власти, о њиховој надлежности и држању приликом државних послова.

## Први светски рат (1914—1918)
Ратна опасност 1914. године довела га је на командно место Прве армије. У првим операцијама по избијању Првог светског рата ангажован је у борбама на западној граници Србије. Учествовао је у завршним операцијама Церске битке. 21. августа, током тешких борби за ослобођење Шапца, на једној ливади у близини града, тешко је рањен у цеваницу десне ноге, а коњ под њим је убијен. Због рањене ноге је био онемогућен да из непосредне близине руководи даљим дејствима Прве армије. За осведочену храброст при нападу на Шабац одликован је Златном медаљом за храброст. По ослобађању Шапца, са Првом армијом форсирао је, почетком септембра, Саву и продор у Срем. Међутим, због ситуације на осталим деловима фронта морао је да нареди повлачење у унутрашњост Србије. Српска врховна команда је по жељи савезника пренела операције на аустро-угарску територију. Под његовом командом успешно је изведена Сремска операција у којој је Прва армија прешла Саву и продрла до линије Бановци-Стара Пазова-Војка-Попинци-Буђановци. У другој половини септембра са својим јединицама учествовао је у борбама на Мачковом камену, a наредних месец дана, у мањим борбама локалног карактера, одолевао је непријатељу. За време офанзиве аустроугарских снага наступило је повлачење српских снага, укључујући и Прву армију, са Дрине на Колубару. Почетком новембра 1914. у бици на Дрини, Бојовићу је повређена раније задобијена рана, што га је уклонило са командовања првом линијом фронта. Због тога, али и због тешког стања Прве армије, која се једним делом повлачила у нереду, по одлуци регента Александра команду на њом 16. новембра преузео је генерал Живојин Мишић. За осведочену храброст на бојноме пољу у рату противу Аустро-Угарске 1914—1915. године одликован је Орденом Карађорђеве звезде са мачевима III реда.
Од новембра 1914. до новембра 1915. године генерал Бојовић је био на располагању, када је због новог налета, сада удруженог непријатеља, поново реактивиран. Напад бугарске војске и њено напредовање ка Скопљу октобра 1915. створиле су опасност од опкољавања српских армија, па је стога пут ка мору, преко Црне Горе и Албаније, требало заштитити с југа и југоистока. Искусном Бојовићу је тако поново додељена команда над трупама Нове области. Он је успео да реорганизује јединице и пружи отпор. Потом је прешао у противофанзиву и спречио продор Бугара на Косово. Тиме је осигурано повлачење преко Црне Горе и Албаније ка југу. Од краја новембра до краја 1915. Бојовић је командовао повлачењем својих трупа правцем Сува Река—Призрен—Ђаковица и прелази у Албанију. Пошто је овај задатак успешно извршио, чекао га је нови.

Рекао је о Косовској бици 1915.
 Лако може свако себи представити, какве би жалосне последице по нас наступиле да су Бугари могли продрети на Косово Поље и српској војсци пресећи одступницу. Где би у том случају била наша славна победа 1916. при освајању Кајмакчалана и Битоља, а где 1918. године при пробоју Солунскога фронта; затим силно гоњење непријатеља и брзо ослобађање Србије, Српских земаља, Хрватске и Словеначке, као и уопште убрзано решење светског рата?!
И кад после овако славних дела наше војске, којој се у многоме има да захвали за убрзани и овако сјајни свршетак овога страшнога светскога рата, што нам и наши непријатељи, Немци, признају, - наши велики савезници овако маћијски поступају с нама, настаје питање: како ли би тек поступали да смо капитулирали на Косовом Пољу, као што настаје и питање како ли би се и кад завршио овај страшни светски рат?!

Војвода Петар Бојовић
После извесних несугласица у погледу даљих дејстава новембра 1915. године превагнули су неки од ставова на којима је инсистирао и Бојовић. Донета је одлука о повлачењу кроз Албанију, а избор за начелника Штаба Врховне команде пао је на Бојовића. Ову дужност вршио је од 29. децембра 1915. до фебруара 1916, планирајући све, од контаката са савезницима, преко транспорта њиховим бродовима, до избора локације на Крфу и бригу о рањенима. На позицији начелника штаба Врховне команде именован је уместо болесног војводе Радомира Путника, ког су његови војници носили до Скадра. По обављеним пословима на Крфу, Бојовић је крајем маја 1916. са делом свога штаба стигао у Солун. И ту га је чекало мноштво проблема и најважнији, питање извршне команде над српским трупама. Савезници су наметали решења по којим би врховна команда у руковођењу операцијама била у рукама Француза. Српски официри, којима је генерал Бојовић био на челу, били су мишљења да врховно заповедништво у Солуну треба да припадне Србима, јер имају и најбројније снаге, те да би српска војска требало да има самосталност.
У операцијама на Кајмакчалану у јесен исте године, Бојовић је руководио офанзивом српске војске која је уз савезничку помоћ поразила бугарске јединице код Горничева и заузела Кајмакчалан (30. септембра) и Битољ (16. новембра).
На нову годину 1917. врховни командант, регент Александар Карађорђевић, послао му је Орден белог орла са мачевима I реда уз својеручно писмо којим му одаје признање што је наша армија преуређена понова, светлим својим примерима, прославила широм целог света име, храброст и пожртвовање српског народа и његових синова. У рововском периоду рата извршио је другу реорганизацију српске војске крајем марта 1917. године када је, због непрекидног смањивања броја војника, престала да постоји Трећа армија. Долазак великог броја добровољаца поправио је бројно стање јединица на фронту и давао наду да ће њиховим присуством бити учвршћена идеја о братству, једнакости и заједници Срба, Хрвата и Словенаца. На месту начелника Штаба Врховне команде, Бојовић је остао до 19. јуна 1918. године, када је поднео оставку због неслагања са генералима Антанте, конкретно с француским генералом Гијомом, главнокомандајућим савезничке војске, око питања да ли да се Србима прошири Солунски фронт. Ово неслагање довело је до колизије између Српске Врховне команде и Главне команде савезничке војске. Резултат је био повлачење Бојовића и додела команде над српском војском војводи Живојину Мишићу. Приликом одласка са дужности начелника штаба Врховне команде за заслуге у рату одликован је Орденом Карађорђеве звезде са мачевима II реда.
Поново је преузео положај команданта Прве армије и одмах по преузимању исказао је свој командантски таленат. По пробоју Солунског фронта за ратне успехе његове Прве армије, генерал Петар Бојовић је указом бр. 50040 од 13. септембра 1918. унапређен у чин војводе као последњи генерал унапређен у овај чин. Пре њега у овај чин су унапређени Радомир Путник (1912), Степа Степановић (1914) и Живојин Мишић (1914). Средином септембра 1918. године, ова армија је прва пробила непријатељске линије у бици код Доброг Поља напредујући дубоко у окупирану територију долином Вардара према Велесу. Тим продором бугарска војска је раздвојена од немачке и аустроугарске, чиме је практично, избачена из рата. У току офанзиве, армија којом је Бојовић командовао нанела је још један тежак пораз бугарској војсци код Куманова, након чега је убрзо уследила и формална капитулација Бугарске. Напредујући долином Јужне Мораве, ова војска је ослободила Врање и Лесковац током Нишке операције, а код Ниша је 11. октобра из строја избачена главнина немачке Једанаесте армије. У даљем надирању Дунавске дивизије ослобођена је готово цела Србија са Београдом (1. новембра 1918). Српске трупе су по заузимању престонице наставиле ослобађање и заузеле су Банат, Срем, Бачку, Славонију и знатан део Хрватске.

## Период између два рата (1918—1941)

### Службовање у Краљевини СХС (1918—1922)
По завршетку рата, Бојовић је 1919. године, постао командант Прве армијске области и на тој функцији је остао до децембра 1920. године. После смрти војводе Живојина Мишића, именован је за начелника Главног генералштаба војске Краљевине СХС, 10. марта 1921. године. На том положају задржао се кратко, јер је 8. децембра исте године смењен и стављен на располагање Министарству војном. На његово место постављен је одани краљев генерал-политичар Петар Пешић. Постоје бројни разлози за његово смењивање. С једне стране је сматрано да је смењен јер је одбио понуду да постане Министар војске и морнарице, што је било тачно. Том приликом је изјавио да је превасходно војник. С друге стране као стварни разлог наводила се његова иницијатива коју је упутио Министарству војном да се у новом Закону о устројству војске и морнарице предвиди установљење Врховног војног савета на чијем пројекту је радио, који би давао предлоге и у погледу постављења и унапређивања виших официра. Тиме је индиректно окрњио углед Врховног команданта краља Александра I, па је смењивање на његов предлог извршио министар војни генерал Миливоје Зечевић с образложењем да је војвода смењен због старости и показане неспособности за даље вршење војне службе. У пензију је отишао у 63. години, 21. децембра 1921. године у време када је једанаест генерала из рата било ван активне службе. Још један од разлога за његово пензионисање била је решеност вође "Беле руке“ заједно с његовим присталицама, да ограничи могућност уплива војводе у кадровску политику коју је он спроводио. Војвода Бојовић је тада одлучио да се потпуно повуче из јавног живота. Маршал двора, тада пуковник (потоњи дивизијски генерал) Јеврем Дамјановић о овом случају оставио је белешке у којима наводи да је у каснијем периоду све до 1934. године била приметна краљева непажња према војводи Бојовићу, чак и у питањима протокола.

### Пензионерски дани (1922—1941)
Пензионисан и преведен у резерву, Војвода Бојовић је као највиши рангирани официр уживао разне повластице, које је заслужио за часно служење отаџбини у претходном рату. У то време пензија војводе била је у рангу министра. Такође је имао право да од министарства војске и морнарице посуђује службени аутомобил у приватне сврхе, кад год би му затребало, што је он ретко користио. То право је имало још само девет активних генерала југословенске војске. Дане је проводио пишући мемоаре, из којих је 1922. године објављено само поглавље посвећено одбрани Косовог Поља у Првом светском рату. Након одласка у пензију 1923. године, начелник Историјског одељења војске и морнарице, дивизијски генерал Драгутин Кушаковић му је затражио да напише своју биографију и он је то учинио у најкраћем обиму.
На заједничкој сахрани војводе Путника и српских политичара, који су пренети из иностранства, 7. новембра 1926. године, војвода Петар Бојовић је лично носио ковчег свог претходника на месту начелника штаба Врховне команде током рата. Од 1928. године живео је на Врачару у кући коју је купио од претходних власника, уложивши новчану награду добијену за ратне заслуге. Биле су запажене његове редовне шетње по лепом времену. Иако већ у позним годинама често је јашући на коњу од Врачара кроз улице Немањину и Милоша Великог, одлазио до Топчидера и Кошутњака. Учествовао је у манифестацији која је одржана на Бањици, 6. септембра 1930. године, приликом које је извршена замена старих српских пуковских застава, новим југословенским. Као један од највећих војсковођа Првог светског рата том приликом је први одликован Орденом Југословенске круне I реда. Два дана касније 8. септембра исте године је такође учествовао и у манифестацији освећења краљевског маузолеја, цркве Светог Ђорђа на Опленцу и том приликом је такође лично носио ковчег са моштима вожда Карађорђа. На престолонаследников рођендан 1932. године, одазвао се позиву и присуствовао Војном дефилеу на Бањици a 17. децембра 1933. године, поводом краљевог рођендана, одликован је Орденом Карађорђеве звезде I реда. Након погибије врховног команданта краља Александра I Карађорђевића у Марсељском атентату 9. октобра 1934. године, као једини преостали бојни војвода је предводио погребну поворку на челу генералитета и адмиралитета 18. октобра, од Београда ка династијском маузолеју на Опленцу.
Француска му је на предлог председника Албера Лебрена, 6. мајa 1936. године, доделила Орден Легије части I реда. Девет дана након примања одликовања Градско веће града Београда је на предлог градоначелника Владе Илића донело одлуку да се нови булевар, који је тада планирано да пролази кроз Доњи град око Калемегдана и повеже Карађорђеву са Душановом улицом, прогласи за Булевар војводе Петра Бојовића. Новоформирани булевар је требало да буде назван по војводи Петру Бојовићу, како је наглашено: за заслуге у ослобођењу отаџбине у ратовима 1912–1918 године. Међутим булевар тада није добио тај назив. То се догодило шездесет година касније. Две деценије је био ван активне војне службе, у дубокој старости, живећи скромно и повучено доживео је Други светски рат.

## Други светски рат (1941—1945)

### Реактивирање и изолација (1941—1944)
Београд, 10. децембра 1942. г.
 ГОСПОДИНУ АРМИЈСКОМ ЂЕНЕРАЛУ
 ГОСПОДИНУ ДРАЖИ МИХАЈЛОВИЋУ

ПОЛОЖАЈ
 У својој дубокој старости преживљујем часове минулих борби нашег народа за његово право на живот и не нађох данашњег примера од Косовске битке до Карађорђа и Милоша и од ових великих синова нашег народа до мене данас. Познато је, да велики догађаји стварају велике људе а велики људи стварају велика дела. Веровао сам, да је српски народ, надахнућем Божијим способан да даје велике људе и да ће их у овим тешким судбоносним часовима и дати. Сазнањем да сте Ви, драги Србине и ђенералу, развили ослободилачку заставу, са онога места одакле је мој ратни друг Петар Мишић  започео, пре двадесет и осам година, и протерао непријатеља из наше отаџбине, изазвало је у мени велику радост и до максимума појачало жељу за личним учешћем у данашњој борби. У одсуству физичке снаге да узмем непосредног учешћа у остварењу овог великог дела нације, ја сам Вам, драги и велики сине српског рода, ставио на расположење моје име и моју децу уз очински поздрав и војничку заповест: НАПРЕД У ПОБЕДУ, ЗА КРАЉА И ОТАЏБИНУ.

Војвода Петар Бојовић
Војним пучем од 27. марта 1941. године, краљ Петар II Карађорђевић је проглашен пунолетним а Намесништво на челу са његовим стрицем кнезом Павлом било је збачено. Кнез Павле је до тада као први краљев намесник држао и положај помоћника врховног инспектора целокупне војне силе Југославије, па је стицајем новонасталих околности морао да преда дужност. Извршена је промена уредбе о врховној инспекцији војне силе и одређено је да положај помоћника врховног инспектора буде замењен са новим положајем врховног инспектора војне силе у чину војводе или армијског генерала. Пошто је Бојовић био једини живи војвода, именован је на ову дужност. Указом краљевске владе од 3. априла 1941. на предлог министарског савета, 83-oгодишњи војвода Бојовић је реактивиран и постављен за Врховног инспектора целокупне војне силе Југославије. Председник владе армијски генерал Душан Симовић и министар војске и морнарице армијски генерал Богољуб Илић, посетили су војводу Петра Бојовића у његовом стану и том приликом га известили о донетој одлуци. Овом за војводу радосном догађају присуствовала су и његова два сина. Симовић је том приликом нагласио да ће господин Војвода сву своју војничку способност и врлине као и своје дугогодишње војничко искуство употребити на добро нашег младог дичног Краља и Отаџбине. Трансформисањем Главног генералштаба у Штаб Врховне команде пред Априлски рат, именован је за помоћника Врховног команданта краљевске југословенске војске, младог краља Петра II. Заједно са краљем и владом Душана Симовића 7. априла 1941. године, отпутовао је у Севојно а потом на Пале. Одатле је одступајући пред агресором, стигао до Никшића. Краљ и влада су му 15. априла понудили одлазак из земље, међутим он је заједно са принцом Ђорђем, одбио да авионом напусти земљу. Немци су га убрзо заробили.
Завршетком Априлског рата Војска Краљевине Југославије доживела је слом својих снага. Заједно са својим кћеркама увиђавношћу немачких снага, дозвољен му је повратак из Сарајева преко Врњачке Бање у Београд. Армијски генерал и председник Краљевске владе у егзилу Душан Симовић 21. августа 1941. године, преузима у егзилу његов дотадашњи положај помоћника врховног команданта. Том одлуком војвода је разрешен претходне дужности и стављен на располагање. Током Другог светског рата, због старости није учествовао, али је 10. децембра 1942. године упутио писмо армијском генералу Дражи Михаиловићу подржавајући Југословенску војску у отаџбини. Посетио га је 1943. године Херман Нојбахер, генерални опуномоћеник министарства спољних послова Рајха за Балкан и Грчку. По доласку у његову кућу поздравио га је и рекао да зна шта он значи за српски народ, па га због тога позива на сарадњу са органима и снагама Рајха у Србији у интересу српског народа и Рајха. Војвода је немачком изасланику одговорио:
Господине, ви знате да сам ја по професији војник, да ценим сваку војску, па и вашу војску. Ваша војска у овом тренутку је окупатор моје земље и ја ни у каквом облику, све док окупација траје, са том војском не могу сарађивати.
Са лица надменог Пруса није се могло разабрати како је примио ове речи. Стари војвода је на крају рекао:
Молим вас да ми учините услугу и обезбедите да док окупација траје праг моје куће не пређе немачки војник, а ја се обавезујем да за то време нећу из куће изаћи.
Немац је овај став и жељу старог ратника прихватио и до краја рата обе стране су се држале тог договора.
Немци војводу за све време рата нису дирали; напротив, имали су дубоко поштовање према овом славном ратнику и њиховом противнику из Првог светског рата. Запажено је да је шетао по својој башти обучен у свечану војводску униформу. Окупацију је проживео у изолацији и дочекао ослобођење.

### Последње године (1944—1945)
Постоје наводи по којима су Бојовића, по ослобађању Београда крајем 1944. године, претукли припадници покрета НОВЈ. Историчар Дејан Ристић наводи да за такве тврдње нема потврде у историјским изворима и да узрок смрти није било физичко насиље комунистичких снага. Извод књиге умрлих Храма Светог Саве наводи да је узрок смрти војводе Бојовића било обострано запаљење плућа. Преминуо је 19. јануара 1945. године, у својој кући у Београду. Сутрадан 20. јануара породица је контактирала команду града Београда и пријавила смрт.
Пошто од команде града нису добили никакво обавештење, сахрану је организовала породица 21. јануара на Новом гробљу. Сахрањен је без војних почасти уз црквени обред у породичну гробницу. Сахрани су присуствовали само чланови породице и најближи пријатељи. На сахрани су примећена два човека у кожним капутима који су надгледали. Након завршене сахране они су се повукли са гробља.

## Однос нових власти према породици
Након војводине сахране, његова породица је трпела разне нелагодности. Његов млађи син Добрица је ухапшен и послат на десетогодишњу робију, под оптужбом да је био командант четничких илегалаца. Супруга војводе Бојовића, Милева написала је писмо 26. априла 1946. године Јосипу Брозу Титу, молећи га да јој каже где јој је син затворен и због чега је ухапшен, уверавајући га да никакво зло ником није начинио. Разлог је био пошто су комунисти сумњали да је Добрица био нови шеф београдских илегалаца ЈВуО. Међутим, Броз је није удостојио одговора. У то време породица Николе Ракића се старала о Милеви Бојовић до њене смрти 1956. године. По изласку из затвора Добрица није затекао мајку у животу.
Историчар Дејан Ристић негира ове тврдње истичући да „историјски извори, искази чланова породице и сведока не подржавају теорију да је војвода Бојовић доживео батинање од стране представника комунистичке власти, нити да је од последица физичког злостављања преминуо”. У изводу књиге умрлих храма Светог Саве од 23. јануара 1945. године као узрок смрти наведено је „обострано запаљење плућа”.
Одлуком нових комунистичких власти 1945. године је поништена одлука квислиншких власти из 1942. године и малој слепој улици на Београдској општини Звездара враћено је старо име Војводе Бојовића.
О војводи Петру Бојовићу се из идеолошко-политичких разлога дуго ћутало. Није се знало чак ни где је сахрањен. На његовом просечном споменику били су уклесани само име, презиме и војни чин, који су се из даљине тешко могли уочити, па је 1989. године Друштво за неговање традиција ослободилачких ратова Србије до 1918. године поставило спомен бисту.

## Рехабилитација након много година
Последњих година је почела одређена рехабилитација његовог дела и личности, заслуга и части. Тако је у Новој Вароши, на Видовдан 28. јуна 1997. године, откривен споменик у знак захвалности за седам ратова у којима је учествовао.
Најмлађи војводин син Добрица је 1960. године завештао двадесет шест одликовања свог оца Кости Ракићу. Дуго се сматрало да су одликовања изгубљена. По аманету одликовања и драгоцености су сачувани од тадашњих власти и били су изложени на изложби 15. септембра 2016. године у Председништву Србије, први пут после 56 година.

## Рад на осавремењивању војске
Рад у испитним комисијама за официрске чинове представља значајно подручје његове делатности. Први пут је постављен за заменика члана сталне испитне комисије за мајорски чин 1897. године. За време службовања у Министарству војном и Главном генералштабу, био је председник комисије за полагање испита за ниже војно-административне чиновнике, стални члан испитне комисије за чин пешадијског, коњичког, артиљеријског и инжењеријског мајора и њен председник за испитну 1909—1910. годину. Као помоћник начелника штаба Команде активне војске и помоћник начелника Главног генералштаба био је члан генералштабне комисије која је под његовим руководством радила од 1906. до 1908. године. У том периоду он је заступао начелника и руководио генералштабним путовањима приправника за ову струку. У специфичним околностима испољавао је свој утицај на васпитање официрског и војничког кадра као привремени судија Моравског дивизијског војног суда, привремени судија Великог војног суда, заменик и редовни члан у Војно-дисциплинском суду у Београду. У војном судству остао је запамћен по одлуци да издвоји своје мишљење на претресу учесницима Нишке контразавере 1903. године са образложењем «да се оптужени пусте као невини».
Петар Бојовић је један од оних који је схватио вредност новог рода војске — авијације. Када је крајем 1910. и почетком 1911. године руски пилот Борис Маслеников извршио двадесет летова пред Београђанима возећи чланове краљевске породице и грађане, један од првих официра који се усудио да Београд извиди из ваздуха био је пуковник Петар Бојовић. И касније, у рату, Бојовић је поново био у авиону. Када је пилот Томић, од децембра 1915. до јануара 1916, обавио десет успешних летова у саобраћајној служби између Скадра, Драча и Елбасан, Бојовић се, извршавајући своје обавезе, нашао на једном од тих летова.
Марта 1917. године Врховна команда извршила је промене у формацији српске војске, у оквиру којих је дошло, по наређењу генерала Бојовића, до прегруписавања ваздухопловних снага. Текст наредбе и сама одлука показују његову упућеност у тајне новог рода војске. Сарадња Бојовићеве Прве армије са авијацијом битно је допринела успеху у пробијању Солунског фронта. Авиони су наступање ове армије пратили све до Новог Сада.

## Породица
О личном животу поручника Петра Бојовића из првих година официрске службе остали су само подаци о једној казни и две веридбе. Кажњен је 1882. године са десет дана затвора, што је ушао у кафану кроз прозор и тамо се недоликујући официру понашао. Два министарска одобрења женидбе говоре о његовим плановима да на најбољи начин уреди лични живот, али и о његовој заљубљивој природи. Као генералштабни мајор Петар Бојовић је у Крагујевцу упознао Милеву Јовановић (1872—1956), кћерку Николе Јовановића, трговца. Венчали су се 4. јуна 1893. године у Саборној цркви у Крагујевцу. Са њом је имао шесторо деце, четири сина — Божидара (1894—1962), Војислава (1895—1915), Доброслава (1898—1971), Радослава (1904—1906) и две кћерке Јелицу (1896—1955) и Раду (1900—1959). Кћи Јелица се удала након Првог светског рата за мајора Милорада Мајсторовића. Његов зет је у војсци Краљевине Југославије напредовао до чина бригадног генерала, док је у Првом светском рату био његов лични ађутант. Милорадов и Јеличин син јединац био је Владимир Мајсторовић (1922—1981). Његовом смрћу породица војводе Петра Бојовића је угашена.

## Дела
- Посматрање о железницама; Јохан Раденштај (превод), 1879.
- Вођ патроле (превод), 1880.
- Пушке репетирке, 1881.
- Бојна тактика пешадије, коњице и артиљерије; Анри Бријалин (превод), 1883.
- Утврђивање држава и утврђени логор; Анри Бријалин (превод), 1883.
- Систематско обучавање коњаника у пољској служби, (превод), 1885.
- Како да се сачувају коњи од убоја у бок, од виског седла, (превод), 1885.
- Велики јесењи маневри 3. француског корпуса 1888. године, 1889.
- О природним склоностима коња и њиховом савлађивању при дресури, (превод), 1891.
- Уплив бездимног барута на тактику, (превод), 1891.
- Морално васпитање војника, (превод), 1891.
- Официрски кор, 1892.
- Борбена Коњичка Тактика; Анри Бријалмонт (превод), 1893.
- Поглед на наша пешадијска егзерцирана правила, 1897.
- О дејству савременог оружија и узајаном потпомагању родова оружија у борби, 1901.
- Упут за обуку регрута у ратној служби, 1901. и 1904.
- План за битку. Стратегијска студија по ђенералу Лавалу, 1902.
- За књаза и отаџбину, (превод), 1903.
- Шта имамо и можемо да очекујемо од егзерцирних правила уопште а шта од пешадијске посебнице, 1903. и 1922.
- Метода за решавање тактичких задатака у границама сдружених одреда, 1905. и 1912.
- Велики јесењи маневри у 1905. години, 1905. и 1906.
- Привремена пешадијска егзерцирана правила, (допуњено издање), 1906.
- Ратно искуство и егзерцирана правила, 1907.
- Мисли о извођењу великих јесењих маневра код нас, 1907.
- Васпитање војника — Одговор на критику, 1908.
- Одбрана Косова Поља 1915. године и заштита одступања Српске војске преко Албаније и Црне Горе, 1922.

## Унапређење у чинове[к]
| Питомац Каплар | Питомац Поднаредник | Питомац Наредник   | Потпоручник   | Поручник           | Капетан Друге класе |
| -------------- | ------------------- | ------------------ | ------------- | ------------------ | ------------------- |
|                |                     |                    |               |                    |                     |
| 4. мај 1876.   | 1. јун 1876.        | 10. децембар 1876. | 21. јул 1880. | 24. децембар 1883. | 22. фебруар 1888.   |

| Капетан Прве класе | Мајор           | Потпуковник         | Пуковник     | Генерал           | Војвода             |
| ------------------ | --------------- | ------------------- | ------------ | ----------------- | ------------------- |
|                    |                 |                     |              |                   |                     |
| 30. август 1891.   | 2. август 1893. | 21. септембар 1897. | 6. мај 1901. | 20. октобар 1912. | 13. септембар 1918. |

## Одликовања

### Домаћа одликовања
- Орден Карађорђеве звезде 1, 3. и 4. реда
- Орден Карађорђеве звезде са мачевима 2, 3. и 4. реда
- Орден белог орла 3, 4. и 5. реда
- Орден белог орла са мачевима 1. и 5. реда
- Орден Таковског крста 2, 3, 4. и 5. реда
- Орден Светог Саве 3. реда
- Орден Југословенске круне 1. реда
- Златна медаља за храброст
- Медаља краља Петра I
- Споменице за Српско-турске ратове 1876—1878.
- Споменица за Српско-бугарски рат 1885—1886.
- Споменица за ослобођено Косово 1912.
- Спомен-крст 1913.
- Споменица на Први светски рат 1914—1918.
- Албанска споменица
- Споменица гарде

### Инострана одликовања
- Орден Франца Јозефа 5. реда, Аустроугарска
- Орден Светог Александра 2. реда, Бугарска
- Орден за војне заслуге 2. реда, Бугарска
- Орден за грађанске заслуге, Бугарска
- Орден Светог Спаситеља 2. и 4. реда, Грчка
- Орден Данеборг 4. реда, Данска
- Орден Светог Михајла и Светог Ђорђа 2. и 3. реда, Енглеска
- Орден Св. Мауриција и Лазара 1. реда, Италија
- Орден Светог Владимира са мачевима 3. реда, Русија
- Орден Светог Ђорђа 3. реда, Русија
- Орден Легије части 1, 2, 3. и 4. реда, Француска
- Споменица Руско-турског рата 1877-1878, Русија
- Ратни крст 1914—1918, Француска

## Рекли су о Петру Бојовићу
Војвода Бојовић је један од наших изузетних војсковођа који је своју верност отаџбини и круни доказао у свим бојевима и биткама. Он има врло велико срце и још већу душу.— Никола Пашић
Иако се нисмо слагали и увек сукобљавали, војвода Бојовић је био по мени велики војник и још већи патриота, поникао из наше српске земље.— Живојин Мишић
Војвода Бојовић је ватрени патриота. Он је свој живот посветио својој земљи. Његове главне особине су искреност, пожртвовање и добронамерност. Овај храбри војник је благ. Његов глас, мало потмуо, готово се никад не издиже и његове очи које гледају право у ваше, имају нечег меланхоличног. То је носталгија за отаџбином и жалост за свима онима који су изгинули за њену слободу.— Арчибалд Рајс
Војвода Петар Бојовић није био само велики војсковођа и стратег, већ и велики писац и теоретичар, књижевник и мислилац, чија размишљања о историји, науци, моралу и култури спадају у најлепше странице написане у то време, које и данас имају свежину и велику војну, историјску и књижевну вредност.— генерал-пуковник Милован Бојовић

## Занимљивости
Постоји монодрама На таљигама у вечност аутора Владимира Ђорђевића која је посвећена Петру Бојовићу.
По њему су названи парк војводе Петра Бојовића у Београду и Венац војводе Петра Бојовића у Сомбору.
Војвода Бојовић је написао предговор за књигу Витези слободе Милана Шантића 1938. године.
Његова породица му је дала надимак Пјер. Његова сестра Милена га је у својим записима често тако ословљавала. Пјер на француском значи Петар.

## Галерија
- Генерал Бојовић
- Медова, Братски сусрет генерала Јанка Вукотића и Бојовића
- Војвода Петар Бојовић са генералима и адмиралима Краљевине Југославије
- Споменик и биста породичне гробнице на Новом Гробљу.[љ]
- Биста на Церу
- Музеј Церске битке
- Биста у Београду
- Биста у Нишу
- Поглед са Калемегданске терасе (у подножју се уочава Булевар војводе Петра Бојовића)